# Мури Стона
42°50′17″ пн. ш. 17°41′49″ сх. д. / 42.838° пн. ш. 17.697° сх. д.

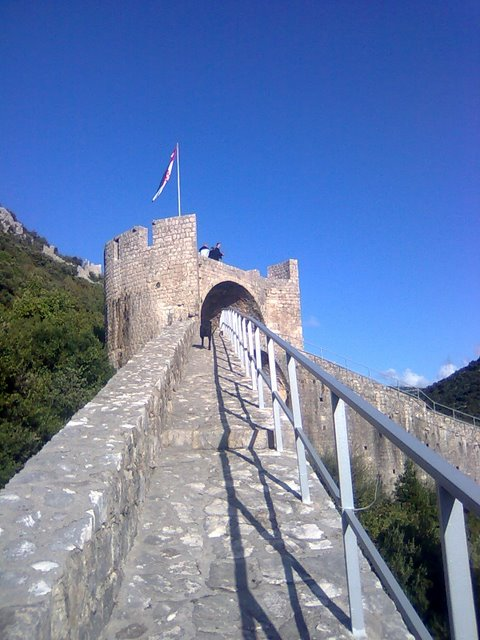
Кам'яні стіни

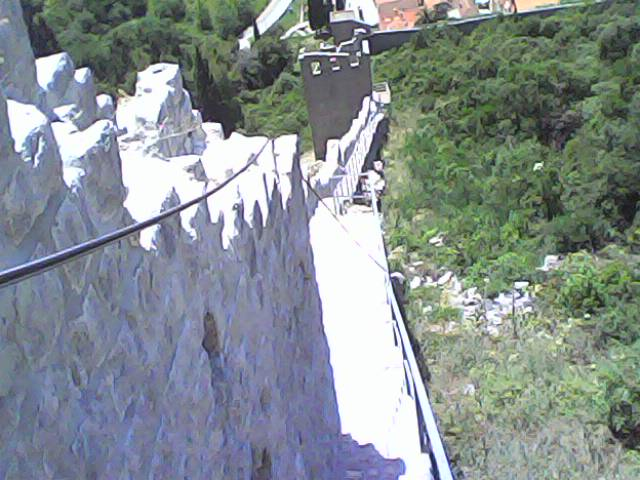
Відремонтована частина стін

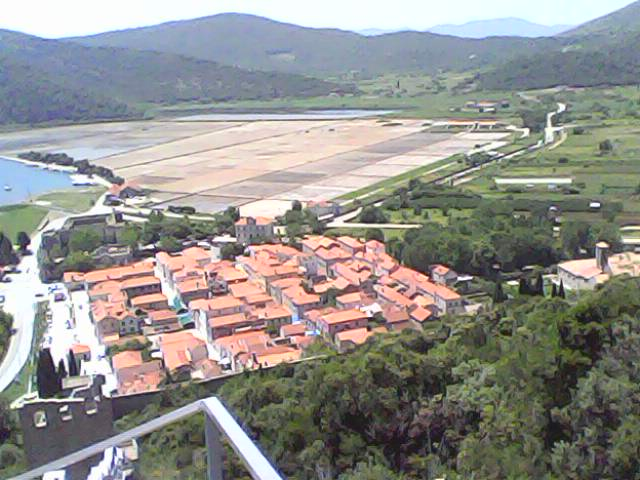
Вид на Стон зі стін

Мури Стона (хорв. Stonske zidine) — оборонна стіна та одне з найбільших середньовічних укріплень, загальною довжиною 5,5 км, стіни були укріплені 40 вежами та 5 фортецями. Вони з'єднують Стон і Малий Стон. Після Великої Китайської стіни ця фортифікаційна система у світі найдовше збереглася.

## Історія
Після 1334 року Дубровницька республіка придбала Пелєсак так як їй знадобився захист міста Стон. Вперше за 30 років була збудована оборонна стіна (серед найдовших в Європі) з одного боку півострова на інший і за унікальним проектом планувалося побудувати два укріплені міста: південь Стона та північний Малий Стон з метою збору людей для охорони кордонів та роботи на соляних заводах. Між 1461 та 1464 флорентійський архітектор Микелоццо спроектував Велику стіну (довжиною 1200 м) на Позвізді, для захисту від сусідів. Літописи стверджують, що її будівництво тривало 18 місяців і коштувало 12 000 дукатів.
Безперечно, форти Стона - це одне з найбільших будівельних підприємств того часу, початкова довжина якого - 7000 м. Вони складаються зі стін Стона та Малі Стони, Великої стіни з вищезгаданими трьома фортецями. Стіни та фортеці облямовані 10 круглими та 31 квадратними вежами та 6 півкруглими бастіони. Комплекс стонського оборонного корпусу формувався майже чотири століття завдяки адаптаціям до місцевості та розробці озброєнь.
Стіни мали велике значення, оскільки вони захищали соляний комбінат, який щороку привозив 15 900 дукатами в Дубровницьку республіку, ферму молюсків та саме місто.
У 1667 р. Біля катастрофічного землетрусу обрушилося близько 0,5 км стін, а стіни були значно пошкоджені у землетрусах 1979 та 1996 років.
У 204 році розпочато роботу з реставрації та реконструкції застарілих стін, метою якої є можливість відвідування району між Великим та Малим Стоном. Передбачалося, що роботи будуть завершені до травня 2008 року , але до цього часу було відновлено лише первісну частину над містом Стон.
Станом на 14 червня 2013 рік, на відміну від початкової частини над містом відновлена вся дорога до Малі Стона. Щоб дістатися до початкової частини, потрібно 15 хвилин, а дістатися від Великої до Малої таблиці 30 хвилин.
За 9 місяців 2013 року стіни Стона відвідало 37 000 відвідувачів, що на 53% більше, ніж за аналогічний період минулого року.

## Події
З 2008 року проходить настінний марафон STONe, секції якого охоплюють всю довжину стін.